# Salticus meticulosus
Salticus meticulosus là một loài nhện trong họ Salticidae.
Loài này thuộc chi Salticus. Salticus meticulosus được Hippolyte Lucas miêu tả năm 1846.